# Langdysse von Brudager
Der Langdysse von Brudager liegt nordöstlich von Brudager und westlich von Oure auf der Insel Fünen in Dänemark. Die Anlage entstand zwischen 3500 und 2800 v. Chr. als Großsteingrab der Trichterbecherkultur (TBK). 

Lage von Brudager

Der etwa 60,0 × 17,0 m messende Langdysse wurde von einer für Dänemark einmaligen Doppelreihe von größeren (innen) und kleineren (außen) Randsteinen gefasst, die zumeist ausgegangen sind. Die schwer bestimmbaren Reste zweier querliegender Kammern liegen in der Nähe des südlichen Endes. 